# 現代啟示錄 (電視節目)
《現代啟示錄》（英語：Apocalypse Now），為自2010年起在東森財經新聞台播出的知性類節目、新聞性節目，以歷史、社會、人文類等知性內容為主題進行專題報導。2020年10月開始製播網路版節目，於每週五19:00於線上更新。2021年5月30日節目播出第1000集。

## 歷任主持人
- 張雅琴
- 劉姿麟
- 趙心屏
- 廖廷娟
- 戴心怡
- 張雅芳
- 李佳玲
- 劉芯彤
- 曾瑋[2]

### 現任主持人
- 張印佳

## 節目內容
- 每集固定一個主題[3]，介紹古往今來中外歷史大事，製播群透過訪問學者或專家講解分析從著名歷史人物到當代政經、權威人物與演藝人員的故事，甚至探討著名社會案件、民俗神怪傳說和其他多元議題。[4]

## 節目開場白
- 現代啟示錄，帶您看見台灣新思路。

## 外部連結
- 現代啟示錄 - 東森財經新聞 （页面存档备份，存于）
- YouTube上的現代啟示錄頻道 （页面存档备份，存于）
- 現代啟示錄在Podcast上的節目 （页面存档备份，存于）

## 電視節目的變遷
| 東森財經新聞台 星期日 22:00 - 23:00 | 東森財經新聞台 星期日 22:00 - 23:00 | 東森財經新聞台 星期日 22:00 - 23:00 |
| ----------------------------------- | ----------------------------------- | ----------------------------------- |
|                                     | 現代啟示錄 （2010年 -至今）         |                                     |
| —                                   | —                                   |                                     |